# Tol & Tol
Tol & Tol is een Nederlands voormalig popduo, bestaande uit de Volendamse broers Cees en Thomas Tol. Begin 1990 stonden zij twee weken op de eerste plaats van de Nationale Hitparade met het nummer Eleni. Ook in het buitenland werd het een hit.

## BZN-periode
Cees en Thomas Tol maakten lange tijd deel uit van de formatie BZN. De eerste was zelfs een van de oprichters. De laatste was tevens componist van de Volendamse groep en maakte in die hoedanigheid ook onderdeel uit van de beroemde 'palingsound', een benaming die al sinds 1968 aan The Cats werd toegekend. Titels als Mon amour, Don't say goodbye, Sevilla, Pearlydumm, Just an illusion, If I say the words en Amore bereikten stuk voor stuk de bovenste regionen van de Nederlandse hitlijsten. Vanaf 1976 componeerde Thomas Tol in totaal 24 BZN-hits, waarvan er 18 de top 10 bereikten. Mon amour (1976) was goed voor de eerste plaats van de Top 40 en de Nationale Hitparade. Pearlydumm (1980) stond alleen in de Top 40 op nummer één.

## Tol & Tol
In 1988 stapten de broers Tol kort na elkaar uit BZN om samen verder te gaan. Hun eerste album, met daarop hun Griekstalige nummer 1-hit in de Nationale Hitparade Eleni werd een groot succes. Hierna volgde nog de hit Sedalia en een reeks van in totaal vijf albums die alle de Album Top 100 behaalden. Ook in het buitenland waren ze populair, met name in Duitsland, Oostenrijk en Zwitserland. Sinds 1999 is hun nichtje Corina Vamvakari hun vaste zangeres.

### Productie
In 1991 produceerden Tol & Tol een album voor Anny Schilder: This is... Anny Schilder.
Sinds 2002 zijn Tol & Tol de producenten van de albums van Jan Smit. Hun compositie Als de nacht verdwijnt werd een grote hit. Dit nummer werd in 1989 al opgenomen door Anny Schilder onder de titel Le soleil.
De broers traden vanaf 1997 bovendien nu en dan op in de gelegenheidsformatie BZN '66 (een formatie met oud-BZN-leden die nummers speelde uit de beginperiode 1965-1976 van BZN). Cees Tol moest in 2013, na een dotterbehandeling, deze formatie verlaten en overleed in april 2018.

## Discografie

### Albums
| Album met eventuele hitnotering(en) in de Nederlandse Album Top 100 | Datum van verschijnen | Datum van binnenkomst | Hoogste positie | Aantal weken | Opmerkingen                                                       |
| ------------------------------------------------------------------- | --------------------- | --------------------- | --------------- | ------------ | ----------------------------------------------------------------- |
| Tol & Tol                                                           | 1989                  | 09-12-1989            | 7               | 25           | goud, ook in Duitsland, Engeland, Zuid-Afrika en Taiwan           |
| Sedalia                                                             | 1991                  | 15-06-1991            | 18              | 11           | cd van de week, ook in Duitsland, Zuid-Afrika en Taiwan           |
| Tol & Tol III                                                       | 1993                  | 26-06-1993            | 23              | 12           | cd van de week, ook in Duitsland, Zuid-Afrika en Taiwan           |
| Tol & Tol IV                                                        | 1999                  | 02-05-1999            | 61              | 4            | ook in Duitsland (onder de titel Mistiko) en Zuid-Afrika          |
| Tol & Tol V                                                         | 11-2001               |                       |                 |              | ook in Duitsland (onder de titel You are my world) en Zuid-Afrika |

### Verzamelalbums
| Album met eventuele hitnotering(en) in de Nederlandse Album Top 100 | Datum van verschijnen | Datum van binnenkomst | Hoogste positie | Aantal weken | Opmerkingen                      |
| ------------------------------------------------------------------- | --------------------- | --------------------- | --------------- | ------------ | -------------------------------- |
| Tol & Tol (Aus der TV und Funk Werbung)                             | 1992                  |                       |                 |              | alleen verschenen in Duitsland   |
| Eleni & Other hits (dubbel-cd)                                      | 07-1993               |                       |                 |              |                                  |
| First class                                                         | 07-1994               |                       |                 |              |                                  |
| The best of                                                         | 1995                  |                       |                 |              | alleen verschenen in Zuid-Afrika |
| Remind                                                              | 09-1997               |                       |                 |              |                                  |
| Eleni                                                               | 11-1998               |                       |                 |              |                                  |
| The Collection                                                      | 2001                  |                       |                 |              | alleen verschenen in Duitsland   |
| Hollands Glorie                                                     | 06-2001               |                       |                 |              |                                  |
| Het beste van Tol & Tol (3-dubbel-cd)                               | 2001                  |                       |                 |              |                                  |
| The very best of Tol & Tol                                          | 2002                  |                       |                 |              | alleen verschenen in Zuid-Afrika |
| Tol & Tol                                                           | 2003                  |                       |                 |              | alleen verschenen in Argentinië  |
| Peace and quiet                                                     | 2004                  |                       |                 |              | alleen verschenen in Argentinië  |
| Hollands Goud                                                       | 10-2004               |                       |                 |              |                                  |
| The Complete Collection (dubbel-cd)                                 | 2006                  |                       |                 |              | alleen verschenen in Zuid-Afrika |
| The Hit Collection (3-dubbel-cd)                                    | 2006                  |                       |                 |              | alleen verschenen in Duitsland   |
| De Allermooiste van Tol & Tol (3-dubbel-cd)                         | 2007                  |                       |                 |              |                                  |
| Unsere Besten                                                       | 2008                  |                       |                 |              | alleen verschenen in Duitsland   |
| Carilo Bosque Encantado                                             | 2008                  |                       |                 |              | alleen verschenen in Argentinië  |
| Hollands Glorie                                                     | 2010                  |                       |                 |              |                                  |

### Singles
| Single met eventuele hitnotering(en) in de Nederlandse Top 40 | Datum van verschijnen | Datum van binnenkomst | Hoogste positie | Aantal weken | Opmerkingen                                                                           |
| ------------------------------------------------------------- | --------------------- | --------------------- | --------------- | ------------ | ------------------------------------------------------------------------------------- |
| Eleni                                                         | 1989                  | 23-12-1989            | 3               | 8            | Alarmschijf; nr. 1 in de Nationale Hitparade; ook verschenen in Duitsland en Engeland |
| Rounding the cape (A tribute to...)                           | 1990                  | 07-04-1990            | tip3            | -            | nr. 38 in de Nationale Hitparade                                                      |
| Sedalia                                                       | 1991                  | 15-06-1991            | 20              | 5            | nr. 17 in de Nationale Hitparade / ook verschenen in Duitsland                        |
| Viënna (two worlds meet)                                      | 10-1991               |                       |                 |              |                                                                                       |
| Ja Sena                                                       | 11-1991               |                       |                 |              |                                                                                       |
| Siciliano                                                     | 1992                  |                       |                 |              | alleen verschenen in Duitsland                                                        |
| Watching the guards                                           | 1993                  | 26-06-1993            | tip17           | -            | ook verschenen in Duitsland                                                           |
| Mistiko                                                       | 04-1999               |                       |                 |              | ook verschenen in Duitsland                                                           |
| You are my world                                              | 11-2001               |                       |                 |              | ook verschenen in Duitsland                                                           |
| Gamenni kardia                                                | 2002                  |                       |                 |              | alleen verschenen in Duitsland                                                        |
| Florence                                                      | 2002                  |                       |                 |              | alleen verschenen in Duitsland                                                        |